# Municipio de Center (condado de O'Brien)
El municipio de Center (en inglés: Center Township) es un municipio ubicado en el condado de O'Brien en el estado estadounidense de Iowa. En el año 2010 tenía una población de 392 habitantes y una densidad poblacional de 4,22 personas por km².

## Geografía
El municipio de Center se encuentra ubicado en las coordenadas 43°7′40″N 95°33′54″O / 43.12778, -95.56500. Según la Oficina del Censo de los Estados Unidos, el municipio tiene una superficie total de 92.88 km², de la cual 92,88 km² corresponden a tierra firme y (0 %) 0 km² es agua.

## Demografía
Según el censo de 2010, había 392 personas residiendo en el municipio de Center. La densidad de población era de 4,22 hab./km². De los 392 habitantes, el municipio de Center estaba compuesto por el 98,21 % blancos, el 0,26 % eran amerindios, el 0,26 % eran de otras razas y el 1,28 % eran de una mezcla de razas. Del total de la población el 2,55 % eran hispanos o latinos de cualquier raza.